# Mission 66

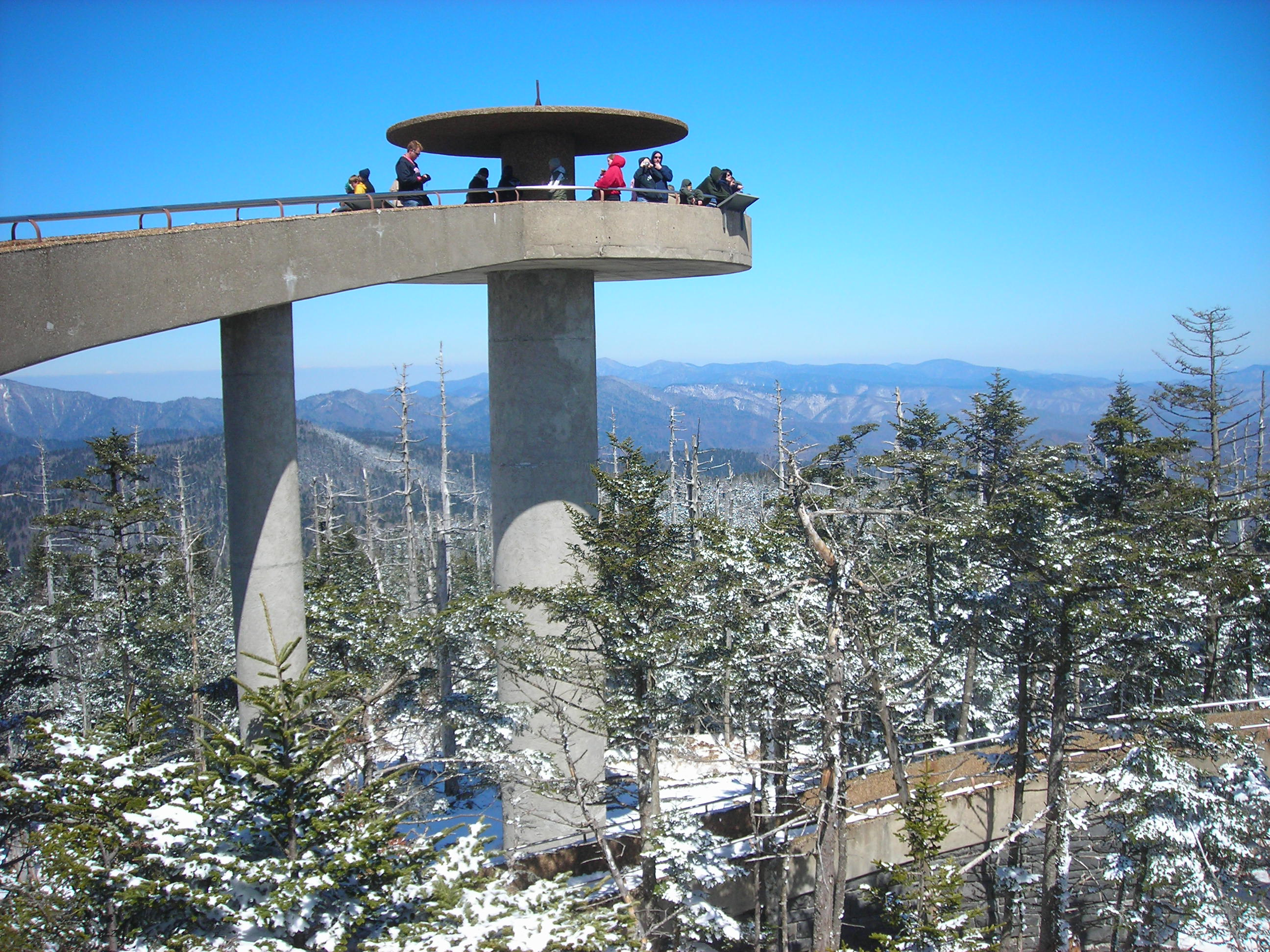
La tour d'observation du Kuwohi a été réalisée dans le cadre de la Mission 66.

La Mission 66 est un programme immobilier du National Park Service, aux États-Unis. Initié en 1956 pour une durée de dix ans, il vise à améliorer considérablement les infrastructures touristiques des différents sites gérés par le NPS à temps pour 1966, soit le 50e anniversaire de la création de l'agence fédérale. Une attention particulière est apportée à l'érection de nouveaux offices de tourisme et, dans une bien moindre mesure, de tours d'observation.
Un style moderne est privilégié par le programme, en rupture marquée avec le style rustique du National Park Service souvent pratiqué jusqu'au début des années 1940. Parmi les architectes remarquables qui y contribuent, Cecil J. Doty travaille notamment sur le Colorado National Monument Visitor Center Complex, le Logan Pass Visitor Center ou le Tonto National Monument Visitor Center, aujourd'hui tous inscrits au Registre national des lieux historiques.

## Quelques réalisations

### Créations
- Alpine Visitor Center — Parc national de Rocky Mountain, au Colorado
- Beaver Meadows Visitor Center — Parc national de Rocky Mountain, au Colorado
- Camas Creek Cutoff Road — Parc national de Glacier, au Montana
- Tour d'observation du Kuwohi — Parc national des Great Smoky Mountains, en Caroline du Nord et au Tennessee
- Colorado National Monument Visitor Center Complex — Colorado National Monument, au Colorado
  - Bookcliff Shelter
  - Saddlehorn Visitor Center
- District historique de Craters of the Moon National Monument Mission 66 — Monument national et réserve nationale Craters of the Moon, dans l'Idaho
- Degnan's Restaurant — Parc national de Yosemite, en Californie
- Far View Visitor Center — Parc national de Mesa Verde, au Colorado
- Lake McDonald Lodge Coffee Shop — Parc national de Glacier, au Montana
- Logan Pass Visitor Center — Parc national de Glacier, au Montana
- Look Rock Observation Tower — Parc national des Great Smoky Mountains, au Tennessee
- District historique du Painted Desert Community Complex — Parc national de Petrified Forest, en Arizona
- District historique de Panther Junction Mission 66 — Parc national de Big Bend, au Texas
  - Panther Junction Visitor Center
- Quarry Visitor Center — Dinosaur National Monument, en Utah
- Rio Grande Tunnel — Parc national de Big Bend, au Texas
- Saint Mary Visitor Center, Entrance Station and Checking Stations — Parc national de Glacier, au Montana
- Shark Valley Observation Tower — Parc national des Everglades, en Floride
- Tonto National Monument Visitor Center — Tonto National Monument, en Arizona
- Travertine Nature Center — Chickasaw National Recreation Area, en Oklahoma
- Wright Brothers National Memorial Visitor Center — Wright Brothers National Memorial, en Caroline du Nord
- Yosemite Valley Visitor Center — Parc national de Yosemite, en Californie

### Réaménagements
- Catoctin Mountain Park Visitor Center — Catoctin Mountain Park, au Maryland
- El Morro Visitor Center — El Morro National Monument, au Nouveau-Mexique
- Walnut Canyon Visitor Center — Walnut Canyon National Monument, en Arizona